# Vapenvallen
Vapenvallen is een voetbalstadion in de Zweedse stad Huskvarna. In het stadion speelt Husqvarna FF haar thuiswedstrijden. Het stadion biedt plaats aan 4.000 toeschouwers.